# باند پرواز ویر گبروئدرز
 باند پرواز ویر گبروئدرز  (به انگلیسی: Vier Gebroeders Airstrip)  یک فرودگاه همگانی   است . این فرودگاه در  کشور سورینام قرار دارد .